# Oreobates sanctaecrucis
Oreobates sanctaecrucis es una especie de anfibio anuro de la familia Craugastoridae.

## Distribución geográfica
Esta especie es endémica del centro de Bolivia. Habita entre los 1000 y 2150 m de altitud en los departamentos de Santa Cruz y Cochabamba.

## Etimología
El nombre de su especie le fue dado en referencia al lugar de su descubrimiento, el departamento de Santa Cruz.

## Publicación original
- Harvey & Keck, 1995 : A new species of Ischnocnema (Anura: Leptodactylidae) from high elevations in the Andes of central Bolivia. Herpetologica, vol. 51, n.º 1, p. 56-66.